# 克薩達 (危地馬拉)
克薩達（西班牙語：Quesada），是危地馬拉的城鎮，位於該國東南部，由胡蒂亞帕省負責管轄，面積84平方公里，海拔高度973米，2002年人口17,869，人口密度每平方公里212.73人。
14°16′N 90°02′W / 14.267°N 90.033°W